# Deltaplan Veehouderij
Het Deltaplan veehouderij is een beleidsplan van de Nederlandse Dierenbescherming. Met dit in 2020 gepresenteerde plan wordt op de veehouderij ingezet die zich richt op kwaliteitsproductie voor eigen consumptie en een markt in Noordwest-Europa. Volgens het plan moet dit gebeuren in korte ketens met sterkere, robuuste dieren die beter bestand zijn tegen ziekten en zouden de boeren hierbij van de minder vlees etende consument een goede prijs moeten kunnen krijgen.

## Beschrijving
Met het Deltaplan Veehouderij wordt door de Dierenbescherming beoogd om met alle stakeholders samen te werken aan een diergerichte, toekomstbestendige veehouderij. Hoewel het dier centraal staat is het de bedoeling dat de hele sector profiteert van een radicale ommezwaai. Het plan staat op vier pijlers: het resultaat moet goed zijn voor dier, boer, milieu en de mens. Hiervoor wordt in het plan vier te bewandelen transitiepaden beschreven:
1. 'Diervriendelijkere en integraal duurzamere veehouderij': De ontwikkeling van een diervriendelijkere veehouderij als onderdeel van totale verduurzaming, waarbij  de wens van het dier het uitgangspunt is.
2. 'Van verspillende carnivoren naar waarderende omnivoren': Omschakeling van de consument van een verspillende carnivoor naar een waarderende omnivoor.
3. 'Samenwerking in vaste korte ketens': Ontwikkeling van vernieuwende verbindingen tussen productie en consumptie, waarbij ingezet wordt op minder stappen tussen boer en consument, en meer eerlijke prijzen en transparantie.
4. 'Kwaliteitsproductie voor een zelfvoorzienende regio': Omschakeling naar kwaliteitsproductie voor een zelfvoorzienende regio, waarbij Nederland minder voor de wereld produceert en meer waarde biedt voor de eigen regio.

## Prijzen
Ter stimulans en inspiratie worden in het kader van de Deltaplan Veehouderij periodiek prijzen, de Deltaplan Veehouderij Awards, uitgereikt aan de beste voorbeelden, waarbij de vier transitiepaden als categorieën gebruikt worden. De winnaars in deze categorieën waren tot dusverre:
| jaar | Categorie/transitiepad                                 | Categorie/transitiepad                                 | Categorie/transitiepad                        | Categorie/transitiepad                              |
| jaar | Diervriendelijkere en integraal duurzamere veehouderij | Van verspillende carnivoren naar waarderende omnivoren | Samenwerking in vaste korte ketens            | Kwaliteitsproductie voor een zelfvoorzienende regio |
| 2021 | VrijLevenStal                                          | Nijsen, een veevoerbedrijf                             | Wroetvarken, een keten van varkensbedrijven . | De Nieuwenburgt, een biologisch melkveebedrijf.     |
| 2023 | Familie Samsom uit Wilnis, met mobiele melkrobot       | Geen award                                             | Kalverliefde                                  | Oranjehoen, een pluimveebedrijf.                    |